# 植木安里紗
植木 安里紗（うえき ありさ、1989年8月7日 - ）は、日本のモデル、タレント、女優、である。
福島県出身。元配信者。

## 来歴
- 小学3年生から高校3年生まで、地元である福島の演技レッスンに通い、小学校5年生で東京のタレント事務所へ所属。2008年から工業高校に通い、卒業後に福島の工場へ就職し、その後3年間仕事を続けた。
- 2011年、ドレスのモデルとして、モデルの活動を再開した。東日本大震災発生後は、地元である福島を中心に活動を開始した。その後、『ミス郡山』に選ばれ、さらには『美人時計仙台版』グランプリを獲得した。[1]。
- 東日本大震災をきっかけに、首都圏のタレント事務所の所属を断ち、地元福島に残って情報発信するフリーランスとしてのライフスタイルを選択した。

## 人物
- 好きなタイプは、心が広い人、女子の胸キュンポイントを知ってる人。[3]とは言うものの、本人は大して心が広くなくキレやすい。
- 英語や片仮名、漢字も読めない。

### テレビ
2013年
- 『名作の食卓(宮沢賢治篇)』〜銀河鉄道の夜〜
- 『いつみても波瀾万丈』
- 『「とくばん」春休み特別企画！モーニング娘。VS100人の小学生』
- 『NHK 私が初めて創ったドラマ「エコ婚」』
- 『KFB 高校野球イメージガール』[4]
- 『KFB  高校野球ガール×べしゃるーむ』
- 『KFB 「ドミソラ」鉄板デートコース猪苗代＆裏磐梯編』
- 『KFB 「ドミソラ」夏の疲れを癒すエステ編』
- 『FCTゴジてれ土曜版「Right-on」インフォマーシャル』

### CF
- 『内閣府「青少年健全育成」』
- 『デアゴスティーニ「週刊そうなんだ！」』
- 『花王「アタック」』
- 『「明治製菓」インフォマーシャル」」
- 『ぐるっとTV 「ネットで福島を支えます！いわき・郡山・会津編」」
- 『「駅前コンタクト」お天気フィラー」
- 『東邦銀行「Always ポイント貯まる」篇」
- 『ATi THE BARGAIN「アルパカ館長登場」篇』
- 『ダイユーエイトMAX』福島店2周年祭』
- 『エースコンタクト「エキコンマンエース誕生！」篇』
- 『Franus Branche「ラ・ラ・ラ・ラ・フランス」篇』
- 『HYPER.GAJA「肉食女子」篇』

### スチール
- 『ゆず「トビラ」CDジャケット』
- 『ベネッセコーポレーション』
- 『四谷大塚』
- 『「アイフルホーム」カタログ』
- 『「横浜商科大学高等学校」パンフレット』
- 『iPhoneアプリ「2Shot美人」』
- 『「まるやま・京彩グループ」新作振袖パンフレット』
- 『「BiVi×仙台美人時計」大型ビジョン&ポスター広告モデル」
- 『「オルティウェブ」素材写真モデル』
- 『国際アート＆デザイン専門学校「ペットグルーマー科」広告モデル』
- 『「aruku」フリーペーパー表紙、紙面広告モデル」
- 『「駅前コンタクト」arukuフリーペーパーモデル』
- 『「Kami Kami MAGAZINE」フリーペーパー表紙、紙面広告モデル」
- 『「メガネのOWNDAYS」arukuフリーペーパーモデル』
- 『「週刊オーレ」表紙モデル』
- 『「エグナススポーツクラブ」広告モデル』
- 『株式会社ファウンテン「スマートフォンケース」イメージモデル』
- 『「モデルピース」素材モデル』
- 『「おしゃコレ」ファッションモデル』
- 『「きものと帯ふく屋」振袖広告モデル』
- 『「docomoiコンシェル紹介リーフレット」イメージモデル』

### VP
- 『東京ディズニーシー』
- 『東京ディズニーランドクリスマス』
- 『「スパリゾートハワイアンズ」館内案内インフォメーション』

### サロンモデル、フリーペーパー、他
- 『美容室「SIKIBU」ホットペッパーヘアモデル』
- 『「郡山情報」スナップ写真』
- 『美容室「グランジヘアー」arukuヘアモデル』
- 『フィクシス』ウェブサイト読者モデル
- 『「だいすき」フリーペーパー表紙モデル』
- 『美容室「CHEERS for hair」ヘアモデル』
- 『「いまドキマガジン」ドキガール』
- 『美容室「first」ホットペッパーヘアモデル』
- 『「スーパー美人時計」仙台版グランプリ』
- 『「HOLIDAY」フリーペーパー表紙、紙面広告モデル』
- 『「KIRARA」フリーペーパー広告モデル』
- 『美容室「slap」シティー情報ふくしまヘアモデル』
- 『「オールセインツ教会」ブライダルモデル』
- 『ariTV 「仙台美形女子」第13回」
- 『「シティ情報ふくしま」表紙モデル」
- 『ariTV「東北復興カレンダー4/30」観光で東北を元気に!!in会津』
- 『ariTV「東北復興カレンダー5/4」観光で東北を元気に!!in会津』
- 『ariTV「東北復興カレンダー5/3」観光で東北を元気に!!inいわき』
- 『美容室「space Be」ホットペッパーヘアモデル」
- 『「写真舘さくら」振袖モデル』
- 『美容室「Marble」ヘアモデル』
- 『「美正写真館」ポートレートモデル』
- 『「Right-on」シティ情報ふくしま広告紙面モデル』
- 『「Fairy Taleファッションショー」ステージ福島PR